# Corvo-marinho-de-socotorá
O corvo-marinho-de-socotorá (Phalacrocorax nigrogularis) é uma espécie ameaçada de corvo-marinho que é endémico do golfo Pérsico e da costa sudeste da Península Arábica. Indivíduos ocasionalmente migram para o oeste, até a costa do mar Vermelho. Apesar do nome, só em 2005 foi confirmado que ele se reproduz no arquipélago de Socotorá, no oceano Índico.

## Taxonomia
A espécie é monotípica (não são reconhecidas subespécies).